# Idaea catopolia
Idaea catopolia là một loài bướm đêm trong họ Geometridae.